# Біргер Мелінг
Біргер Солберг Мелінг (норв. Birger Solberg Meling, нар. 17 грудня 1994, Ставангер, Норвегія) — норвезький футболіст, фланговий захисник данського клубу «Копенгаген» та національної збірної Норвегії.

## Ігрова кар'єра
Біргер Мелінг є вихованцем клубу «Вікінг», де він навчався у футбольній школі з шестирічного віку. У 2013 році скаути англійського «Мідлсбро» запросили захисника до свєї академії але вже за рік Мелінг повернувся до Норвегії. Влітку 2014 року підписав професійний контракт з столичним клубом «Стабек». У вересні Мелінг дебютував у клубі.
На початку 2017 року Мелінг підписав чотирирічний контракт з лідером норвезького футболу - клубом «Русенборг», з яким за три роки тріумфував у всіх національних турнірах.
Влітку 2020 року норвезький футболіст підписав контракт на три роки з французьким клубом «Нім». Сума трансферу склала близько 1 млн євро.

## Збірна
У жовтні 2017 року у матчі відбору до чемпіонату світу 2018 року проти команди Сан-Марино Біргер Мелінг дебютував у складі національної збірної Норвегії.

## Досягнення
Русенборг
 Чемпіон Норвегії (2): 2017, 2018
 Переможець Кубка Норвегії: 2018
 Переможець Суперкубка Норвегії (2): 2017, 2018
Копенгаген
 Чемпіон Данії (1): 2024/25
 Переможець Кубка Данії (1): 2024/25